# جيسي فنتورا
جيسي فنتورا (بالإنجليزية: Jesse Ventura) (وُلد باسم جيمس جورج جانوس؛ 15 يوليو 1951) سياسي ومضيف تلفزيوني وممثل ومؤلف ومصارع محترف متقاعد ومضيف إذاعي ومعلق رياضي أمريكي، شغل منصب عمدة بروكلين بارك بولاية مينيسوتا منذ عام 1991 وحتى عام 1995 والمحافظ الثامن والثلاثون لولاية مينيسوتا منذ عام 1999 وحتى عام 2003. كان المرشح الأول والوحيد لحزب الإصلاح الذي فاز بمنصب حكومي كبير.
كان فنتورا عضوًا في فريق الهدم تحت الماء التابع لبحرية الولايات المتحدة أثناء حرب فيتنام. بعد ترك الجيش، شرع في مهنة المصارعة المحترفة منذ عام 1975 وحتى عام 1986، اتخذ اسم الحلبة «جيسي 'ذا بودي' فنتورا». عمل فترة طويلة في دبليو دبليو إي كمؤدي ومعلق رياضي تحليلي، وقُلد منصبًا في قاعة المشاهير (دبليو دبليو إي) دفعة عام 2004. بالإضافة إلى المصارعة، تابع فنتورا مهنة التمثيل، حيث ظهر في أفلام، مثل: بريداتور والرجل المندفع (صدر كلاهما عام 1987).
دخل فنتورا السياسة أول مرة في عام 1991 عندما اُنتخب عمدة بروكلين بارك بولاية مينيسوتا، وهو المنصب الذي شغله حتى عام 1995. كان فنتورا مرشح حزب الإصلاح في انتخابات ولاية مينيسوتا عام 1998، حيث قام بحملة منخفضة الميزانية ركزت على أحداث الحركة الشعبية والإعلانات غير العادية التي حثت المواطنين على عدم «التصويت لصالح السياسة كالمعتاد». في اضطراب كبير، هزم فنتورا بفارق ضئيل كل من مرشحي الحزب الديمقراطي والحزب الجمهوري. وهو أعلى مسؤول منتخب يفوز بانتخابات على تذكرة حزب الإصلاح على الإطلاق، غادر حزب الإصلاح بعد عام من توليه منصبه وسط معارك داخلية للسيطرة على الحزب.
في أواخر أبريل عام 2020، أيد فنتورا حزب الخضر الأمريكي في الانتخابات الرئاسية لعام 2020 وأبدى اهتمامًا بالترشح للرئاسة. انضم رسميًا إلى حزب الخضر الأمريكي في مينيسوتا في 2 مايو. في 7 مايو أعلن أنه لن يرشح نفسه لأنه سيفقد التأمين الصحي المقدم إليه من صاحب العمل.

## حياة مبكرة
ولد فنتورا باسم جيمس جورج جانوس في 15 يوليو عام 1951 في منيابولس بولاية مينيسوتا، ابن جورج ويليام جانوس وزوجته برنيس مارثا (لقبها قبل الزواج: لينز). كان والديه من المحاربين القدامى في الحرب العالمية الثانية. فنتورا لديه أخ أكبر منه خدم في حرب فيتنام. وصف فنتورا نفسه سلوفاكيًا لأن والدا والده من سلوفاكيا. كانت والدته من أصل ألماني. نشأ فنتورا باعتباره لوثريًا. وُلد في جنوب منيابولس «بالقرب من جسر شارع البحيرة»، التحق بمدرسة كوبر الابتدائية ومدرسة سانفورد الثانوية، وتخرج من مدرسة روزفلت الثانوية في عام 1969. قلدت مدرسة روزفلت الثانوية فنتورا منصبًا في قاعة الشهرة الأولى في سبتمبر عام 2014.
خدم فنتورا في بحرية الولايات المتحدة منذ 1 ديسمبر عام 1969 وحتى 10 سبتمبر عام 1975، أثناء حرب فيتنام، لكنه لم يشهد قتالًا. تخرج من تدريب البحرية الأمريكية دفعة رقم 58 في ديسمبر عام 1970، وكان جزءًا من فريق الهدم تحت الماء رقم 12.

## حياة شخصية

### أسرة
في 18 يوليو عام 1975، بعد ثلاثة أيام من عيد ميلاده الرابع والعشرين، تزوج فنتورا من زوجته تيري. أنجبا الزوجان طفلين: ابن، تيريل، وهو مخرج ومنتج سينمائي وتلفزيوني، وابنة تُسمى جايد. باستثناء أول عرضين من راسلمينيا، يُحي فنتورا دائمًا «تيري وتيريل وجايد في منيابولس» خلال تعليقه في الحدث السنوي. كان لتيريل أيضًا شرف إدخال والده قاعة المشاهير (دبليو دبليو إي) دفعة عام 2004، وعمل على مسلسل نظرية المؤامرة مع جيسي فنتورا، بما في ذلك عمله كمحقق في الموسم الثالث من العرض.[بحاجة لمصدر]
قسم فنتورا وزوجته وقتهما بين مينيسوتا وبلدية لوس كابوس بولاية باها كاليفورنيا سور في المكسيك. فيما يتعلق بحياته في المكسيك، قال فنتورا، «أعيش على بعد ساعة واحدة من الرصيف وساعة واحدة من الكهرباء»، «أقود السيارة عائدًا كل عام وهي حقًا مغامرة أعيش فيها، لأنني خارج الشبكة» و«لدي كهرباء لكنها تعمل كلها بالطاقة الشمسية. كل شيء يعمل بالطاقة الشمسية بالكامل هناك. وهذا يجعلك تولي المزيد من الاهتمام. يجعلك تغلق الأضواء عندما لا تستخدمها».

### صحة
خلال أيام المصارعة، استخدم فنتورا ستيرويد ابتنائي. اعترف بذلك بعد تقاعده من المنافسة، واستمر في عمل إعلانات الخدمة العامة والظهور في الإعلانات المطبوعة وعلى الملصقات التي تحذر الشباب من الأخطار المحتملة والمخاطر الصحية المحتملة من تعاطي الستيرويد.
في عام 2002، نُقل فنتورا إلى المستشفى بسبب جلطة دموية حادة في رئتيه، وهو نفس النوع من الإصابات التي أنهت حياته في المصارعة.

### دين
قال فنتورا إنه عُمد لوثريًا.

في عام 1999، قال فنتورا في مقابلة مع إذاعة إن بي سي نيوز أنه يعتبر نفسه مسيحيًا، لكنه لا يعتقد أنه بحاجة إلى الحضور في الكنيسة. في مقابلة مع مجلة بلاي بوي، قال فنتورا، «إن الدين المنظم هو زيف وعكاز للأشخاص الضعفاء الذين يحتاجون إلى القوة في الأعداد. إنه يأمر الأشخاص بالخروج وإلصاق أنوفهم في شؤون الآخرين. أنا أعيش بالقاعدة الذهبية: عامل الآخرين كما تريدهم أن يعاملوك. يريد الحق الديني إخبار الناس كيف يعيشون». في مذكراته الأكثر مبيعًا الصادرة في عام 1999 (ليس لدي وقت للنزيف)، رد فنتورا على الجدل الذي أثارته هذه التصريحات عن طريق توضيح آرائه بشأن الدين:
أود أن أوضح تعليقاتي المنشورة في مجلة بلاي بوي حول كون المتدينين ضعفاء العقل. لم أقصد جميع المتدينين. ليس لدي أي مشكلة مع الغالبية العظمى من الأشخاص المتدينين. أحسب نفسي بينهم، أكثر أو أقل. لكني أعتقد أنه منطقي بالنسبة لي، ليس لأنني أعتقد أنه يمكن إثبات ذلك. هناك الكثير من الأشخاص الذين يعتقدون أنهم يعرفون حقيقة الله والدين، ولكن هل يعرف أحد ذلك حقًا؟ لهذا السبب تبنى الآباء المؤسسون حرية الاعتقاد الديني في هيكل هذه الأمة، حتى يتمكن الجميع من اتخاذ قراراتهم بأنفسهم. لكن لدي مشكلة مع الأشخاص الذين يعتقدون أن لديهم بعض الحق في محاولة فرض معتقداتهم على الآخرين. أنا أكره ما يفعله المتعصبون المتطرفون لبلدنا. يبدو كما لو أنه، إذا لم يقبل الجميع روايته للواقع، فإن ذلك يبطلها بطريقة أو بأخرى. يجب على الجميع أن يصدقوا نفس الأشياء التي يفعلونها. هذا ما أجده ضعيفًا ومدمرًا.
في أبريل عام 2011، قال فنتورا في برنامج هاورد ستيرن أنه ملحد وأن معتقداته يمكنها حرمانه من منصبه في المستقبل، قائلًا: «لا أعتقد أنه يمكنك أن تكون ملحدًا وتعترف بهذا وتُنتخب في بلادنا». في مقابلة مع شبكة سي إن إن في أكتوبر عام 2010، ذكر فنتورا أن الدين هو «أساس كل الشرور»، مع ملاحظة أنه «تُخاض كل حرب على الدين».
بصفته مُحافظًا، أيد فنتورا المساواة في الحقوق للأقليات الدينية، بالإضافة إلى الأشخاص الذين لا يؤمنون بالله، بإعلان يوم 4 يوليو عام 2002، «يوم غير قابل للتجزئة». أعلن دون قصد الفترة من 13-19 أكتوبر عام 2002 «أسبوع التراث المسيحي» في ولاية مينيسوتا.

## روابط خارجية
- جيسي فنتورا على موقع IMDb (الإنجليزية)
- جيسي فنتورا على موقع الموسوعة البريطانية (الإنجليزية)
- جيسي فنتورا على موقع ألو سيني (الفرنسية)
- جيسي فنتورا على موقع ميوزك برينز (الإنجليزية)
- جيسي فنتورا على موقع أول موفي (الإنجليزية)
- جيسي فنتورا على موقع قاعدة بيانات الأفلام السويدية (السويدية)
- جيسي فنتورا على موقع إن إن دي بي (الإنجليزية)
- جيسي فنتورا على موقع ديسكوغز (الإنجليزية)
- جيسي فنتورا على موقع قاعدة بيانات الفيلم (الإنجليزية)
- جيسي فنتورا على موقع كينوبويسك (الروسية)
- جيسي فنتورا على موقع دبليو دبليو إي (الإنجليزية)
- جيسي فنتورا على موقع WrestlingData.com (الإنجليزية)
- جيسي فنتورا على موقع CageMatch worker (الإنجليزية)
- جيسي فنتورا على موقع قاعدة بيانات المصارعة على الإنترنت (الإنجليزية)
- جيسي فنتورا على موقع عالم المصارعة على الإنترنت (الإنجليزية)
- جيسي فنتورا على موقع عالم المصارعة على الإنترنت (الإنجليزية)